# Greenville County
Greenville County ist ein County im US-Bundesstaat South Carolina der Vereinigten Staaten. Das U.S. Census Bureau hat bei der Volkszählung 2020 eine Einwohnerzahl von 525.534 ermittelt. Der Verwaltungssitz (County Seat) ist Greenville.

## Geographie
Das County liegt im Nordwesten von South Carolina, grenzt im Norden an North Carolina und hat eine Fläche von 2059 Quadratkilometern, wovon 13 Quadratkilometer Wasserfläche sind. Es grenzt im Uhrzeigersinn an folgende Countys: Transylvania County (North Carolina), Henderson County (North Carolina), Polk County (North Carolina), Spartanburg County, Laurens County, Abbeville County, Anderson County und Pickens County.

## Geschichte
Greenville County wurde am 22. März 1786 gebildet und am 1. Januar 1800 in einen Gerichtsbezirk umgewandelt. Am 16. April 1868 erhielt es erneut den Status eines eigenständigen Countys. Der Hintergrund der Benennung ist unklar: Zum einen könnte der Name auf Nathanael Greene zurückgehen, der General im Amerikanischen Unabhängigkeitskrieg war, oder auf den frühen Siedler Isaac Green (1762–?), der im County eine Getreidemühle errichtete. Eine weitere Möglichkeit ist eine deskriptive Benennung nach der Belaubung in dieser Region.

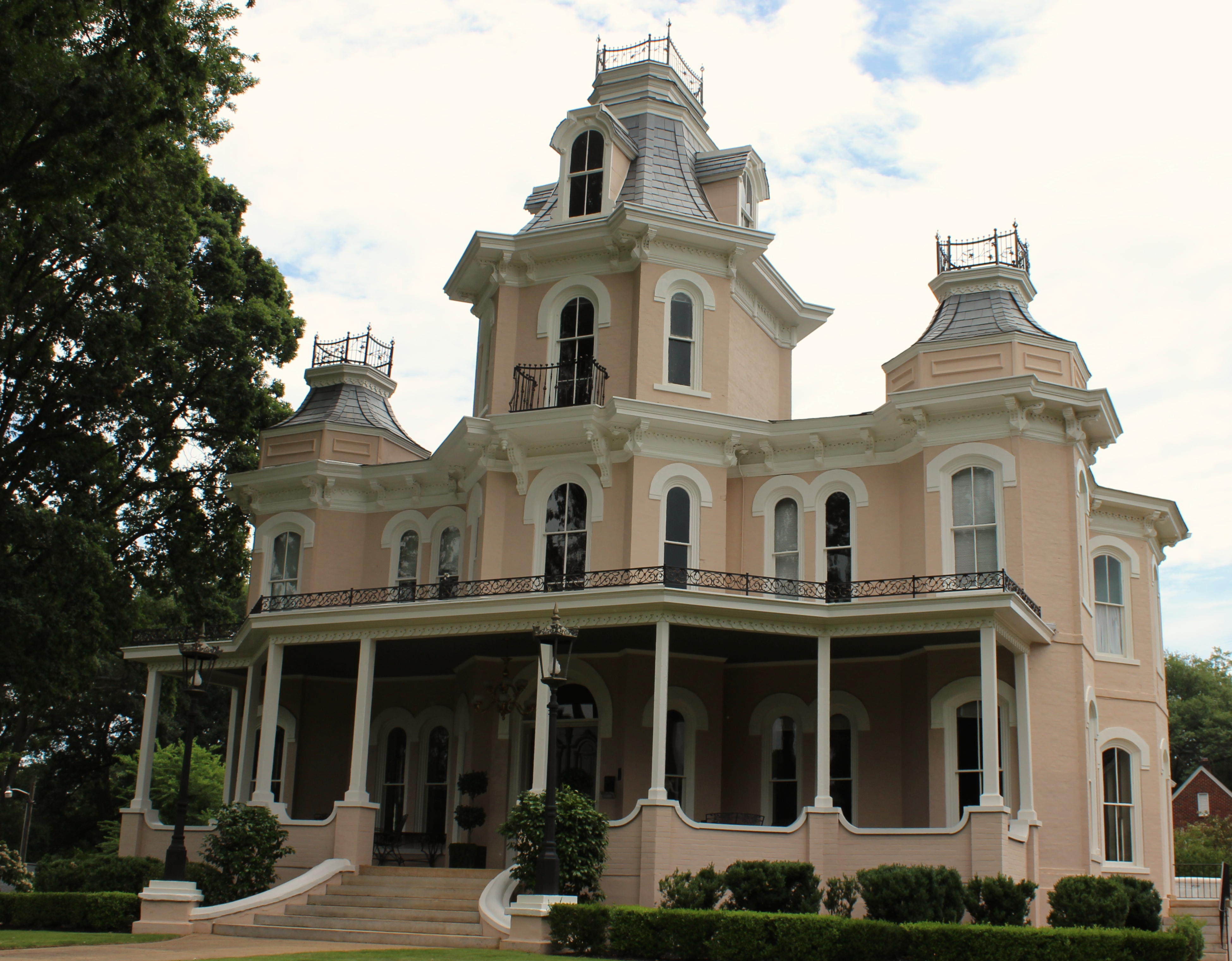
Das Lanneau-Norwood House ist einer von 78 Einträgen des Countys im NRHP.

78 Bauwerke und Stätten des Countys sind im National Register of Historic Places (NRHP) eingetragen (Stand 28. Juli 2018).

## Demografische Daten

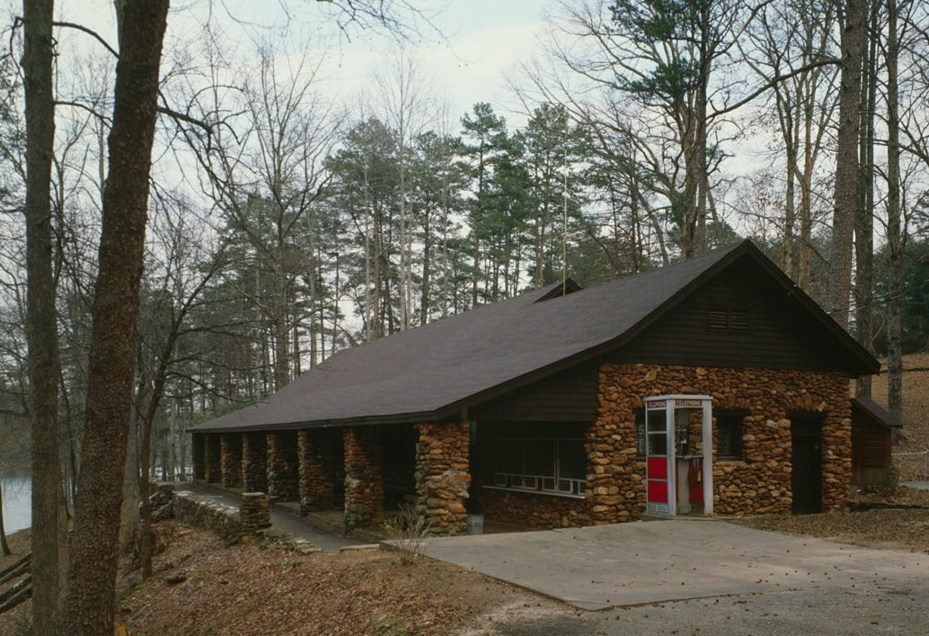
Paris Mountain State Park

Nach der Volkszählung im Jahr 2000 lebten im Greenville County 395.357 Menschen in 149.556 Haushalten und 101.997 Familien. Die Bevölkerungsdichte betrug 186 Einwohner pro Quadratkilometer. Ethnisch betrachtet setzte sich die Bevölkerung zusammen aus 77,53 Prozent Weißen, 18,30 Prozent Afroamerikanern, 0,19 Prozent amerikanischen Ureinwohnern, 1,38 Prozent Asiaten, 0,05 Prozent Bewohnern aus dem pazifischen Inselraum und 1,42 Prozent aus anderen ethnischen Gruppen; 1,14 Prozent stammten von zwei oder mehr Ethnien ab. 3,76 Prozent der Bevölkerung waren spanischer oder lateinamerikanischer Abstammung.
Von den 149.556 Haushalten hatten 31,9 Prozent Kinder unter 18 Jahre, die bei ihnen lebten. 52,3 Prozent waren verheiratete, zusammenlebende Paare, 12,3 Prozent waren allein erziehende Mütter, 31,8 Prozent waren keine Familien, 26,8 Prozent waren Singlehaushalte und in 8,5 Prozent lebten Menschen mit 65 Jahren oder darüber. Die Durchschnittshaushaltsgröße betrug 2,47 und die durchschnittliche Familiengröße betrug 3,00 Personen.
24,6 Prozent der Bevölkerung war unter 18 Jahre alt. 9,6 Prozent zwischen 18 und 24, 31,2 Prozent zwischen 25 und 44, 22,8 Prozent zwischen 45 und 64 und 11,7 Prozent waren 65 Jahre alt oder älter. Das Durchschnittsalter betrug 36 Jahre. Auf 100 weibliche Personen kamen 94,8 männliche Personen und auf 100 Frauen im Alter von 18 Jahren und darüber kamen 91,6 Männer.
Das jährliche Durchschnittseinkommen eines Haushalts betrug 41.149 US-Dollar, das Durchschnittseinkommen einer Familie betrug 50.332 US-Dollar. Männer hatten ein Durchschnittseinkommen von 37.313 US-Dollar, Frauen 26.034 US-Dollar. Das Prokopfeinkommen betrug 22.081 US-Dollar. 7,9 Prozent der Familien und 10,5 Prozent der Bevölkerung lebten unterhalb der Armutsgrenze.

## Orte im Greenville County
Im Greenville County liegen sechs Gemeinden, die alle den Status einer City besitzen. Zu Statistikzwecken führt das U.S. Census Bureau 19 Census-designated places, die dem County unterstellt sind und keine Selbstverwaltung besitzen. Diese sind wie die Unincorporated Communities gemeindefreies Gebiet.
Cities
| - Fountain Inn 1 - Greenville - Greer 2 | - Mauldin - Simpsonville - Travelers Rest |

Census-designated places (CDP)
| - Berea - Caesars Head - City View - Conestee - Dunean | - Five Forks - Gantt - Golden Grove - Judson - Parker | - Piedmont 3 - Sans Souci - Slater-Marietta - Taylors - The Cliffs Valley | - Tigerville - Wade Hampton - Ware Place - Welcome |

andere Unincorporated Communities
- Cleveland